# Bouwkunde
Bouwkunde omvat de wetenschappelijke kennis en techniek met betrekking tot het bouwen van alles wat voor bewoning of huisvesting van mensen en hun bedrijvigheden bedoeld is.
Het kan ook de naam zijn van een opleiding.
Direct gerelateerd hieraan (en bij sommige opleidingen binnen één collegeprogramma) is de stedenbouwkunde.

## Onderwerpen in de bouwkunde
In de bouwkunde komen (niet limitatief) de volgende onderwerpen aan de orde:
1. architectuur en architectuurgeschiedenis
2. bouwtechniek en materiaalkunde
3. bouwfysica
4. statica en constructieleer
5. bouwkundig tekenen, 3D tekenen, BIM/BIMMM
6. inleiding stedenbouwkunde
7. inleiding binnenhuisarchitectuur
8. bouwmanagement en bouwprocestechniek
9. vastgoedmanagement

## Onderwerpen in de stedenbouwkunde
In de stedenbouwkunde komen de volgende onderwerpen aan de orde:
1. Hoe komen steden tot stand en hoe kunnen ze het best ontworpen worden?
2. Hoe kan de gebouwenvoorraad (woningen – inclusief hoogbouw – en kantoren/bedrijfspanden) efficiënt worden beheerd?
3. Hoe kan de infrastructuur en bereikbaarheid van voorzieningen optimaal worden georganiseerd en ontworpen?
4. Wat zijn de nieuwe inzichten over duurzaam bouwen en hergebruik van materialen in relatie tot milieubeheer?
5. Hoe kan de ontwikkeling van vastgoed het best worden georganiseerd?

## Richtingen
Er bestaan binnen de bouwkunde een aantal richtingen waarin men werkzaam kan zijn:
- organisatie: plannen en beheren, bijvoorbeeld projectontwikkeling en vastgoedbeheer
- constructieleer: het ontwerpen en berekenen van bouwconstructies
- bouwtechniek: het ontwerpen van technische details
- uitvoeringstechniek: de bouw van een bouwwerk: aannemer/uitvoerder
- architectuur: het ontwerpen van bouwwerken
- bouwfysica: het berekenen van de fysische aspecten van de gebouwde ruimte
- stedenbouw: onderzoekt wenselijke en mogelijke ontwikkelingen voor bestaande of nieuw in te richten kavels
- restauratie: restaureren, renoveren en herbestemming van bestaande bouw, al dan niet met monumentale status
- onderhoud: het in goede staat houden van gebouwen, inclusief gebouwen die tijdelijk niet beschikbaar zijn voor bewoning/gebruik

## Beroepen en opleidingen
Het brede scala aan bovengenoemde studierichtingen leidt op voor zeer uiteenlopende bouwkunde-gerelateerde beroepen: van uitvoerend timmerman tot architect of directeur, van opperman tot constructeur. De opleidingen zijn continu in ontwikkeling, afhankelijk van wat er door de markt (de werkgever) gevraagd wordt. Zo zijn er bijvoorbeeld bouwkundeopleidingen die meer gericht zijn op gebruik en 'gezondheid' van gebouwen (zie Sickbuildingsyndroom) dan op techniek; daarnaast bestaan er combinatieopleidingen bouwkunde-civiele techniek. Binnen de bouwkunde-gerelateerde opleidingen bestaan bovendien verschillende niveaus:

### Speciaal onderwijs
In het speciaal (Nederland) of buitengewoon (Vlaanderen) onderwijs worden de zuiver manuele beroepen aangeleerd: handlanger, vloerder, dakwerker e.a.

### Vmbo of bso
vmbo of bso — specialisatie als vakman in verschillende richtingen, zoals elektrotechniek, mechanische techniek of bouwtechniek.

### Mbo of tso
mbo of tso — meer theoretische kennis en daardoor meer beroepskeuze: CAD-tekenaar, aannemer, uitvoerder.

### Hogeschool
Hogeschool (Nederland) of niet-universitair hoger onderwijs (België) (vervolg op aso/tso, mbo of havo/vwo) — Nederlandse hogescholen bieden in kader van de Bologna-overeenkomst opleidingen aan die de student recht geeft op de titel Bachelor of Engineering (B Eng) in plaats van de vroegere ingenieurstitel (ing.). Men mag er in Nederland nog steeds ook voor kiezen om de Nederlandse titel Ingenieur (ing.) vóór de eigen naam te zetten. Bijvoorbeeld ing. A.S. de Vries. Beide titels tegelijk gebruiken kan niet.
Hiermee kan men een leidinggevende functie binnen een aannemersbureau, ingenieursbureau, architectenbureau of een overheidsinstelling vervullen.
Na de technische scholing aan een van bovenstaande opleidingen kan men zich verder specialiseren. Een bijzonder traject in Nederland is MTS of havo/vwo-HTS-Academie van Bouwkunst, die toegang geeft tot het vak van architect. Het academieonderwijs kent uiteraard een andere invalshoek dan het wetenschappelijk onderwijs (TU Eindhoven of TU Delft).

### Universitair onderwijs
Universiteit — De technische universiteiten bieden opleidingen aan tot Bachelor en Master of Science (BSc en MSc) met daarbij de titel ingenieur (ir.), welke alleen in Nederland officieel is. Het afronden van een bachelor- of masterstudie bouwkunde of civiele techniek aan de universiteit geeft recht op het voeren van de titel ingenieur (ir.). Het resultaat van deze studie is tegenwoordig ook de internationale titel Bachelor of Science - BSc of Master of Science - MSc. Deze internationale titel wordt achter de naam gevoerd, het Nederlandse ir. voor de naam. Bijvoorbeeld A.S. de Vries, BSc. Beide titels tegelijk gebruiken kan niet.
Sinds 2014 is het als afgestudeerde aan de universitaire opleiding bouwkunde (bachelor en master) niet meer mogelijk meteen de beschermde titel "architect" aan te vragen. Op grond van de Wet op de architectentitel (WAT) is de beroepservaringperiode (BEP) verplicht gesteld voor iedereen die na 31 december 2014 afstudeert in een van de vakdisciplines architectuur, stedenbouw, tuin- en landschapsarchitectuur of interieurarchitectuur en zich wil inschrijven in het architectenregister. Dit betekent dat je na je studietijd eerst nog een beroepservaringperiode moet volgen voordat je je in het architectenregister kunt registreren.